# Ella Junnila
Ella Juulia Junnila (* 6. Dezember 1998 in Espoo) ist eine finnische Leichtathletin, die sich auf den Hochsprung spezialisiert hat und aktuell Inhaberin des Landesrekordes ist. Auch ihre Mutter Ringa Ropo-Junnila war für Finnland als Leichtathletin aktiv.

## Karriere
Ella Junnila nahm 2017 bei den Leichtathletik-U20-Europameisterschaften im italienischen Grosseto erstmals an einem bedeutenderen internationalen Wettbewerb teil, jedoch schied sie mit 1,77 m bereits in der Qualifikation aus. Auch im nächsten Jahr bei den Leichtathletik-Europameisterschaften in Berlin reichten Junnila 1,86 m nicht, um sich für das Finale zu qualifizieren. Bei den Leichtathletik-Halleneuropameisterschaften 2019 in Glasgow, Schottland, scheiterte Junnila mit 1,85 m in der Qualifikation erneut daran, sich gegen ihre Kontrahentinnen zu behaupten. Nur Monate später verhalfen Junnila 1,92 m bei den Leichtathletik-U23-Europameisterschaften im schwedischen Gävle schließlich zu Bronze und ihrem ersten Podestplatz, ehe sie sich rund zwei Wochen danach in Lappeenranta mit übersprungenen 1,86 m als finnische Meisterin feiern lassen konnte. Klar unterlegen war Junnila kurz darauf bei den Leichtathletik-Weltmeisterschaften in Katars Hauptstadt Doha, wo ihre Teilnahme mit 1,80 m im Vorentscheid endete. 2021 steigerte sie sich bei den Halleneuropameisterschaften in Toruń auf 1,96 m und gewann damit die Bronzemedaille hinter den Ukrainerinnen Jaroslawa Mahutschich und Iryna Heraschtschenko und erfüllte damit auch die Qualifikationsnorm für die Olympischen Spiele in Tokio, bei denen sie mit 1,86 m den Finaleinzug verpasste. 
2022 siegte sie mit 1,87 m beim Memoriál Josefa Odložila und anschließend schied sie bei den Weltmeisterschaften in Eugene mit 1,86 m in der Qualifikationsrunde aus. Auch bei den Europameisterschaften in München im August verpasste sie mit 1,78 m den Finaleinzug. Im Jahr darauf wurde sie bei der 1. Liga der Team-Europameisterschaft im Zuge der Europaspiele in Chorzów mit 1,80 m Sechste und anschließend belegte sie bei den World University Games in Chengdu mit 1,84 m den vierten Platz. Kurz darauf belegte sie bei den Weltmeisterschaften in Budapest mit 1,90 m im Finale den 13. Platz. 2024 wurde sie bei den Europameisterschaften in Rom mit 1,93 m Fünfte und kurz darauf siegte sie bei den Paavo Nurmi Games mit neuem Landesrekord von 1,97 m und qualifizierte sich damit für die Olympischen Sommerspiele in Paris. Dort schied sie mit 1,83 m in der Qualifikationsrunde aus. Im Jahr darauf verpasste sie bei den Halleneuropameisterschaften in Apeldoorn mit 1,80 m den Finaleinzug.
In den Jahren 2018 und 2019 wurde Juninila finnische Meisterin im Hochsprung im Freien sowie 2021 und 2024 in der Halle.